# Nomada tiendang
Nomada tiendang là một loài Hymenoptera trong họ Apidae. Loài này được Tsuneki mô tả khoa học năm 1986.